# 星のカービィ ロボボプラネット
『星のカービィ ロボボプラネット』（ほしのカービィ ロボボプラネット、Kirby: Planet Robobot）は、ハル研究所が開発し、任天堂より2016年4月28日に発売されたニンテンドー3DS用ゲームソフト。アメリカとヨーロッパでは同年6月10日に発売された。
略称は「ロボボ」、「ロボプラ」、「RBP」などがある。
また、本作のサブゲームから独立タイトルとなった『みんなで!カービィハンターズZ』、『カービィのすいこみ大作戦』についても本項で解説する（#派生タイトルの節を参照）。

## 概要
- カービィの本編シリーズとしては『星のカービィ トリプルデラックス』以来2年ぶりの作品。奥行きのあるステージ構成など、基本的にはトリプルデラックスを踏襲しつつ、本作独自の要素として、性能スキャンにより変形する乗り込み型ロボット「ロボボアーマー」の存在がある。また、本作はロボットを操る宇宙企業が侵略してポップスターが半機械化されたという設定上、従来のカービィ作品に比べてSF色の強い作風になっており、前2作ではラストボス手前でしか採用されていなかったシューティングステージもいくつか存在する。
- トリプルデラックスに比べてカメラワークがより多彩になり、一部のボス戦などでは『星のカービィ64』(以下64)以来となる円形ステージも採用されている。
- 下画面のMiiverseのアイコンをタッチすることで、ホーム画面を経由せずにMiiverseに移動することができる。

## 開発
開発当初は『星のカービィ HAGANE』というタイトル案が存在した。他にも様々な候補が出たが、最終的には「カービィらしさ」を感じさせる『星のカービィ ロボボプラネット』に決定した。
また、過去作を継承しつつも、既視感を変更する為に世界観を一新したとのこと。

## ストーリー
ある日、ポップスター上空に「ハルトマンワークスカンパニー」なる企業の巨大な宇宙船が現れ、星全体をキカイ化するべく侵略を開始する。デデデ城は母艦「アクシス・アークス」から発射された光線により大破し、迎撃を試みたメタナイト率いる戦艦ハルバードも同様に撃墜されてしまう。
しばらくして、木の根元で昼寝をしていたカービィが目覚める。変わり果てたポップスターを元に戻すため、そしてハルトマンワークスカンパニーの野望を打ち砕くため、カービィは宇宙船を目指すのであった。

## 登場キャラクター
カービィ
声 - 大本眞基子
本作の主人公。昼寝しているあいだに機械化されてしまったポップスターを元に戻すために旅立つ。
デデデ大王
プププランドの大王。突然現れたハルトマンワークスカンパニーから城を守るために応戦するが、城ごと吹き飛ばされたうえ、スージーに細胞を採取されてしまう。しかし、本人は瓦礫の下に埋もれただけで無事だった。
メタナイト
プププランドの凄腕の剣士でカービィのライバル。デデデ大王同様、プププランドの危機のため、戦艦ハルバードで応戦するも撃墜されてしまう。その後、マザーコンピューターに洗脳・改造され、メタナイトボーグとしてカービィの前に立ちふさがる。しかし、部下達に全てを託しハルバードの修理を任せていたため、洗脳が解けた後は修復された戦艦ハルバードでカービィの元に駆けつける。
「メタナイトでゴー リターンズ」では、主役を務める。
バンダナワドルディ
ストーリーモードに登場する頭にバンダナを巻いたワドルディ。本編では敵ではなく、回復アイテムを渡したり、すれちがい通信でカービィにステッカーを渡したりなどをする。「メタナイトでゴー リターンズ」にも同様の役割で登場。
ロボボアーマー
ハルトマンワークスカンパニーが侵略に使っている乗り込み型マシン「インベードアーマー」がカービィの持つ無限の力によって変化したもの。中ボスとして登場したものを倒す、またはステージ内に設置されたインベードアーマーに乗り込むことができる。パンチでブロックが壊せる。最大の特徴は「せいのうスキャン」で、コピー能力を持つ敵に対して攻撃を行うと、攻撃の代わりにスキャンを行い、各種モードに変身する。また、ステッカーを集めて両肩に貼れる。乗り降りは特定の場所で行うが、このとき体力が全回復する。
カービィはステージごとに別々の機体を乗り継いでいるが、カービィを認識するに伴い、今まで乗った個体とリンクし、メモリーが引継がれている。心が芽生えており、EDでは目から冷却水が流れる演出で表現されている。
なお、インベードアーマーは搭乗者に応じて性能が変化する特性を持っているが、ここまでの変化は本来のインベードアーマーには存在しない機能である。
秘書スージー
声 - 大本眞基子
ポップスターのキカイ化を行うハルトマンワークスカンパニーの社長秘書。本名はスザンナ・ファミリア・ハルトマンで、プレジデント・ハルトマンの実の娘。
趣味はカラオケ・ピアノ演奏。好物はアイスクリームで、社長におねだりしてアイスクリーム工場を建てさせている。宝物はHと書かれた金の髪飾りで、仕事中は常に身につけている。
入社以前の経歴は不明。遠い昔にマザーコンピューター起動時の事故に巻き込まれ行方不明となっていたが、いつの間にかカンパニーに潜り込んでいた。
キカイ化しんりゃくプロジェクトの総指揮を任されており、オクターンオーシャンで登場して以降、各エリアのボス部屋で大ボスをけしかける。
終盤ではハルトマンの目を覚まさせるために星の夢のコントローラーを奪うが、その結果星の夢を暴走させてしまい、それを止めるためカービィに協力する。
ちなみに、名前はカンパニーの象徴の「数字」から命名されている。当初は「ベアトリス」、「メリッサ」、「アンジェラ」等の候補があった。
小説ではメタナイトに憧れを持っていたことが判明した。（メタナイトに「敵と呼ぶに値しない」と言われてショックを受けていた）
プレジデント・ハルトマン
声 - 麦人
ハルトマンワークスカンパニー社長。本名は日本版ではゲインズ・インカム・ハルトマン、海外版では「Max Profitt Haltmann」。常にジェットエンジンで浮遊する椅子へ座っている。
好物は高級チキン。趣味は天体や気象の観測。特技は数字と発明。宝物は壊れて止まってしまった金の懐中時計だが、これが指している時間は娘が事故に遭遇した瞬間の時間である。
人を信用せずカンパニーの発展のために手段を選ばない冷酷な性格だが、若い頃は情熱的な野心家だった。
とある事故で娘を亡くしたことで、彼女と再び会うためにカンパニーの発展に尽力していたが、星の夢と脳を接続した影響で記憶と心を徐々に失い、娘がいたことさえも忘れてしまっている。
終盤にて星の夢と接続中にコントローラーをスージーに奪われてしまったことで、星の夢に完全に意識を乗っ取られてしまう。その後星の夢はカービィによって破壊されるが、プレジデント・ハルトマンの消息は語られず、不明である。
ノベライズ版『ロボボプラネットの大冒険!』では、星の夢を破壊された後に消息不明となるが、奇跡的に生還しプププランドにたどり着く。記憶喪失となっていたが、ワドルディが持っていた懐中時計を見たことで記憶を取り戻す。ただ、スージーとの関係は忘れたままで、「ポップスターを離れ、新しい星を侵略する」と意気込み去って行った。ワドルディはその様子を見て心配していたが、メタナイトは「星の夢が破壊された以上、大した悪事は出来ない」「たとえ暴走しても、スージーが止めてくれる。今度はもっと賢いやり方でな」と心配はしていない様子であった。

### 雑魚キャラクター
今作では過去に出ていた敵が半機械化されているものもいる。

#### これまでの作品に登場したキャラクター
ワドルディ
ブロントバート
ブリッパー
グランク
ブルームハッター
カブー
キャピィ
スカーフィ
シャッツォ
マンビーズ
スクイッシー
フロッツォ
グリゾー
プロペラー
ガボン
コモ
パクト
デカブー
チップ
ソアラ
ウォンキィ
ギガッツォ
デグト
シェルト
クラビィ
ウォルフ
バルバル
ブラブラワドルディ
タフネスワドルディ
グランディ
ママンティ
ゴルドー
バウンシー
※「カービィの3Dチャレンジ」のみに登場
ワドルドゥ（ビーム）
ポピーブロスJr.（ボム）
ブレイドナイト（ソード）
ホットヘッド（ファイア）
チリー（アイス）
パラソルワドルディ（パラソル）
フレイマー（ファイア）
ロッキー（ストーン）
スパーキー（スパーク）
ウィリー（ホイール）
サーキブル（カッター）
ボンバー（クラッシュ）
ノディ（スリープ）
ユーフォー（U.F.O）
※通常のプレイでは出現せず、クリア率を100%にするか、専用のamiiboを使ったときのみ、能力おためし部屋にのみ出現する。
ナックルジョー（ファイター）
シミラ（ミラー）
ウォーキー（マイク）
ガルボ（ファイア）
フォーリー（ボム）
ツキカゲ（ニンジャ）
ウィッピィ（ウィップ）
エレック（スパーク）
リーファン（リーフ）
ブラブラワドルドゥ（ビーム）
ファニーロバッツ（サーカス）
スパイナム（スナイパー）

#### 新たに登場するキャラクター
ウォーカーワドルディ
歩行機械に乗ったワドルディ。基本的にワドルディと大差はない。
バーワドルディ
棘の生えたバーを持った二体一組のワドルディ。ロボボアーマーでバーを破壊することでまとめて倒すことができる。
プロペラワドルディ
飛行機械に乗ったワドルディ。
チップルス
巨大なチップ。
グランドプロペラー
プロペラを2つつけた、巨大なプロペラー。登場するのはロボボアーマーのジェットモードでのシューティングステージのみ。
カバード・ルッカー
キャノンワドルディ（ボム）
ミサイルを射出する歩行機械に乗ったワドルディ。
ハルトワーカーズ（スパーク）
ハルトマンワークスカンパニーの従業員。光線銃を使用する。
ラボトリィ
他の星で勧誘されたハルトマンワークスカンパニーの研究員。各地のラボタワーで兵器の開発を行っている。右手の鉄球で攻撃する。
カプセルJ3（ジェット）
戦闘機のような姿をした敵。
ウェスター（ウィップ）
カウボーイの姿をした敵。鞭で攻撃する他、鞭で飛行が可能。
ケミトリィ（ドクター）
カプセルの姿をした敵。頭のカプセルを投げ飛ばしてくる。
ベノッグ（ポイズン）
ヘドロのカエル型の敵。
ネスパー（エスパー）
ワドルディカーズ
様々な外観の車に乗ったワドルディ。カービィの攻撃は一切効かず、うかつに近づくと轢かれてしまうが、ロボボアーマーならパンチの一撃で倒すことができる。
信号機のある場所では、赤信号の時は律儀に止まる。
フロッツォボーグ
メタルアクロ
『3』や『64』に登場したアクロに似たロボット。
スリーピングタートル
亀に似た眠った敵。頭部の近くにいるとカービィを食べようと首を伸ばしてくる。通常の攻撃は効かないが、ロボボアーマーのマイクモードで叩き起こすことで倒すことができる。
戦車兵ヴォル
鉄巨兵ギガヴォルトを小型化したようなロボット。必ず2体同時に出現する。非常にタフだが、頭部のネジを外すと一撃で倒すことができる。

### 中ボス
各レベルのEXステージや「メタナイトでゴー リターンズ」出現する中ボスは名前の前に「Re:」と付いており、より強力になっている。こちらも過去作から登場している者は一部が体に機械を取り付けられている。
インベードアーマー
ハルトマンワークスカンパニーの戦闘支援マシン。搭乗者に応じて性能が変化し、敵として登場する際はハルトワーカーズが乗っている。
パンチを中心とした肉弾戦を仕掛けるほか、一定時間滞空することができる。
キングスドゥ（ビーム）
ワドルドゥをそのまま大きくしたような敵。背中に装甲が張られている。ビーム攻撃のほか、体当たり攻撃も仕掛ける。
ザンキブル（カッター）
サーキブルをそのまま大きくしたような敵。巨大なブーメランを投げつけるほか、体当たり攻撃を仕掛けることもある。
テレパトリス（エスパー）
白いチョウのような姿をした敵。テレポートで移動しつつ、球状の電撃弾を多彩な方法で放つ。
ポイズンボロス（ポイズン）
毒々しい姿をした、濃い顔の恐竜。毒を吐き出すほか、体当たり攻撃も仕掛ける。
ボンカース（ハンマー）
これまでのシリーズにも登場したハンマーを持った敵。ココナッツを投げるほか、ハンマーを使って殴りつけたりジャイアントスイングなどを繰り出す。
ブロッキー（ストーン）
石のブロックの敵。押しつぶし攻撃や体当たりのほか、転がったり、石化して攻撃を防いだり、体を巨大化させて画面奥からの押しつぶしなどを行う。
ドゥビア（スパーク）
白いUFO型の敵。常に空中を浮遊し、瞬間移動をする。空中からの電撃攻撃や、電流をまとっての体当たり攻撃を仕掛けてくる。また、ドゥビアJr.を召喚してきたりもする。
外見は元々機械的な姿のためか、過去作と変わっていない。
セキュリティサービス
『Wii』に登場したメタルジェネラルに酷似した外見のロボット。後述の星の夢などと共にハルトマンが幾つかの惑星で手に入れた設計図やデータを元に制作されている。
攻撃パターンもメタルジェネラルとほぼ同じ。倒されるとスイッチを押して自爆攻撃を試みるが、スイッチを押してから自爆する前に一定量のダメージを与えれば阻止可能。

### ロボボアーマー専用中ボス
これらのボスは必ずロボボアーマーに搭乗した状態で戦う。
鉄巨兵ギガヴォルト
ハルトマンワークスカンパニーが所有する大型兵器。色調は緑を基調としている。頭部、アーム、胴体の4つのパーツに分離しており、戦闘時に合体する。
ロボボ目掛けて装甲を纏った手を振り下ろしたり、背中からミサイルを発射する。両腕の装甲を破壊して、内部のネジを外すことで両腕を破壊でき、その後に頭部のネジを外すことで倒すことができる。
ンギュア基地
巨大な歯車に連なる砲台で構成された防衛基地。ジェットモード時に戦う。全部で5門存在し、それぞれ様々なレーザーや砲弾を放ってくる。
コア・カブーラー
ンギュア基地（2体目）に内蔵されている飛行砲台。『ウルトラスーパーデラックス』のようなシャークマウスのついたデザインの本体に、上下に砲台がついている。
鉄巨兵ギガヴォルト2
鉄巨兵ギガヴォルトの強化版。カラーリングは紫。
パターンは強化前とほぼ同じだが手の装甲が厚くなっているほか、叩きつけた瞬間に衝撃波が広がる「チャージハンドプレス」や3回連続で叩きつけてくる「連続ハンドプレス」を繰り出す。

### ボスキャラクター
各ボスは一定数のICキューブを集めなければ戦うことができない。また、「メタナイトでゴー リターンズ」「真 かちぬきボスバトル」では強化されており、名前の前に「Re:」が付く（海外版では名前の末尾に「2.0」が付く）。
ウィスピーボーグ
エリア1のボス。ウィスピーウッズが機械化されたもの。頭の球体や足のドリル、ミサイルなどで攻撃してくる。強化版は単眼。1-1や6-EX2にも登場し、カービィを追いかけてくる。
体力が減ると画面奥に転落し扇形のステージに地形を追加して、ドーナツ状に変化させ、突進やミサイルなどを繰り出す。さらに体力が減ると、周囲の足場を隆起させてステージを狭くさせ、左右の穴からドリルミサイルを発射するなど、攻撃がより激しくなる。
ホログラフ防衛システムズ
エリア2のボス。異空間から繋がった世界にある、とある星でスージーが発見した設計図から再現された要塞の防衛システム。
『64』に登場するピクスを3体から4体に増やしたような外観で、周囲に浮かぶプレートもピクス戦の足場と同様の形状をしている。全体的にHPは低め。
カンパニーが調査した生物のホログラフを実体化させて侵入者に襲いかからせる。以下の4体のホログラフが登場し、すべてが倒されると防衛システムは暴走して体当たりで暴れまわるが、一撃で倒せる。一部のホログラフは6-5でも登場する。
強化版は本体の形状が鋭利に変化しており、投影するホログラフも過去作に登場した強化版の外見となる（アイスドラゴンのみ強化版が新規にデザインされた）。
ホロ・クラッコ
1番目に登場。クラッコのホログラフ。行動パターンは『トリプルデラックス』とほぼ同じ。強化版のデザインは『ウルトラスーパーデラックス』のクラッコリベンジのものに近い。
ホロ・ローパーズ
2番目に登場。『Wii』に登場したスフィアローパーズ(赤色と青色)のホログラフで原典と同じく2体同時に現れる。データはスージーが異空間で確保したらしい。強化版は同じく『Wii』のEX版のデザインで登場。
ホロ・アイスドラゴン
3番目に登場。アイスドラゴンのホログラフで、『64』以来の登場。行動パターンは『2』とほぼ同じだが、新たに雪の結晶を模ったカッターを放ってくる。強化版は腹に模様が付き、背中の剣板の形状が変更されている。
ホロ・ガラーガ
4番目に登場。『トリプルデラックス』のボス、トグ・ロ・ガラーガのホログラフ。本作では吐き出す球に電流のエフェクトが付いている。強化版は同じく『トリプルデラックス』のDX版のデザインで登場。
秘書スージー
エリア3のボス。幹部専用のインベードアーマー「リレインバー」に乗り込んで戦う。ミサイルや小型オプションのドリーを使っての攻撃や、体力が減るとステージ中央の仕掛けを使って突進し衝撃波を起こす「タワーストライク」を仕掛けてくる。
メタナイトボーグ
エリア4のボス。機械のパーツを組み込まれ洗脳されたメタナイト。装備している剣のほか、背負った機械装置からミサイルなどを発射してくる。機械化によって重量が増加しているため、本来のメタナイトに比べて動きはやや鈍い。こちらの攻撃をガードすることがある。
強化版はメタナイトボーグのデータを基にして開発された量産型セキュリティマシン｢強化量産メタナイトボーグ｣として登場。
クローンデデデ
エリア5のボス。デデデ大王の細胞情報から生み出されたクローン。行動は前作のマスクド・デデデとほぼ同じ。体力が減少すると3体に分裂する。
クローンデデデ&D3砲
3体のクローンデデデが操縦する機械砲台。副砲のマシンガン2門と主砲1門で構成される。移動は左右の副砲を操縦するクローンデデデがペダルを漕いで行う。マシンガン、炎、ビームなどを発射し、体力が減ると時限爆弾を発射してくる。
メタナイトボーグ改
エリア6のボス。スクラップとなったメタナイトボーグが改良された姿。
HPが半分になると大型のアームを展開する。床や地面を掴み、改造によって決して軽くない自分自身を持ち上げられるほどのパワーを持つ。
このボス自体が強化版であるため、技は強化量産メタナイトボーグに統合されている。
プレジデント・ハルトマン
エリア6のボス。専用の純金製のインベードアーマー「プレジデンバー」に椅子ごと乗り込んで戦う。ボスとしての性質はスージーと似ており、ミサイルを飛ばす、スージーに似た小型オプションのミス・オフィサー、巨大なロボットのイエスマンをけしかけたり、体力が少なくなると立方体型の仕掛けを使ってレーザーでイエスマンを巻き込んで攻撃する「リストラ・ショック」や突進し衝撃波を起こす「オフィス・ストライク」を繰り出す。
星の夢
エリア7のボスで、本作のラストボス。ハルトマンワークスカンパニーの機械を制御するマザーコンピュータ兼戦闘マシン。とある銀河の彼方の文明の技術をカンパニーの技術で蘇らせたことで誕生した。一つ目を思わせるカメラレンズがある巨大なネジに翼が付いたような外見をしており、中央にはひび割れたようなハートの模様が描かれている。
当初はプレジデント・ハルトマンの願いである「カンパニーの永遠なる繁栄」に応じて完璧な経営戦略を導き出していたが、計画を邪魔し続けるカービィに激怒したハルトマンがカービィを排除すべく乗り込んだ所スージーによってコントローラーを奪われたことで暴走。逆にハルトマンを乗っ取りその肉体を通して自我を持つと、「全ての生命体は不完全な存在であり、カンパニーの繁栄の妨げとなる」と判断し、ハルトマンワークスカンパニーの繁栄のためと称して全生命体を滅ぼそうとしたため、カービィと激突することとなる。
このボスとの戦闘は戦艦ハルバードモードを操作するシューティングバトルとなり、第3形態まで存在する。第一形態では翼を生やした形態で、異空間を通じて弾を放つ「メガビット・ショット」、隕石を呼び寄せる「アステロイド」などの技を使用する。極太レーザー「スター・ドリーマー」や召喚したインベードアーマーによる援護、ハート型のバリア「ハートフル・シェル」による防御も行う。第二形態では「マージ・マザー」によってハルトマンワークスカンパニーの母艦であるアクシスアークスと融合したキカイ仕掛けの星となる。ホログラムを使用した「ハルトマンワークスカンパニー」、四本の脚部を生やし斬りつける「ワークス・アークス」などの攻撃を行う。第三形態になると外殻が外れ『スーパーデラックス』（『ウルトラスーパーデラックス』）に登場する大彗星ギャラクティック・ノヴァの色違いの顔が出現する。「5」から「1」までの数字のホログラフをカウント形式で順に飛ばす「デッド・エンド・コード」と、ノヴァの装飾を召喚し攻撃する「メモリーズ」を交互に使用する。「デッド・エンド・コード」のカウント「1」の次に「デッド・エンド・コード」を使用すると、「GO!!」の表示に続けて、非常に回避困難な広範囲攻撃の必殺技「Fatal Error」が飛び出す（回避アクション「セイルウイング」が存在するうえ、攻撃判定が同時に画面全体を覆っているわけではないためノーダメージで切り抜けることはできる）。
また、最後は鉄巨兵ギガヴォルト戦と同じくロボボアーマーのドライバーを駆使したバトルとなる。最終的にロボボアーマーのドライバーによってアクシズアークスごと破壊された。
カンパニーの兵器群は全て星の夢が持つ超テクノロジーによって作られており、星の夢の干渉を逃れた一部を除いた全てが、星の夢の破壊により消滅している。
「メタナイトでゴー リターンズ」では戦うことはないが、ハルトマンを倒したメタナイトを新たな主人と認識し、彼が望む強い剣士と戦わせるためにクローン技術を用いて、様々な剣士を出現させる。その際の言葉遣いもノヴァのものと酷似している。最終的にハルトマンに発動を禁じられていた時空テンイプログラムを用いて古の時代からギャラクティックナイト リターンズを召喚するが、ギャラクティックナイト リターンズに敵と認識されてしまい、強烈な斬撃を食らい爆発・沈黙した。
星の夢.Soul OS
「真 かちぬきボスバトル」の最後に星の夢に代わって登場する、本作の隠しボス。「Soul OS」は「Soul 0 System（ソウルゼロシステム）」の略称。
ギャラクティックナイト リターンズの強烈な斬撃により致命的な大ダメージを受けたことで最終プログラムが起動しており、カービィを排除できる確率は99.99%と豪語するほどに戦闘能力が向上しているが、その本領を発揮するためにハルトマンの心を「不要なもの」とみなして消去し始めており、防衛システムOSがほとんど破壊された段階ではすでに消去が完了している。デザインは通常とほぼ同じだが、第1形態は赤と黒を基調とした禍々しいカラーリングになっており、前述の斬撃で付けられた傷が生々しく残っている。第3形態はギャラクティック・ノヴァと同じ金色になり、模様もよりノヴァに近い物となっている。
各形態の攻撃パターンが変化・強化されており、さらにロボボアーマーのドライバーでとどめを刺そうとしたカービィを吸い込み、第4形態として『スーパーデラックス』（『ウルトラスーパーデラックス』）に登場する「ハート　オブ　ノヴァ」に酷似したコアと戦うことになる。
最初に柱に挟まれた4色のコア（防衛システムOS 1.0〜3.0）を破壊し、体力を半減させると中央のハート型のコア（防衛システムOS 0）と戦闘になる。床全体にレーザーを放ち続けて火柱を上げる「ハートフル・ティアーズ」、ダクーガ、ボルム、パタを出現させる「スーパーバイザコール」などの攻撃を行う。
体力が尽きてもそのまま倒れるわけではなく、カービィの全体力値の90%のダメージを与え、ストーンの「石ころへんしん」やスナイパーの「ぎたい」などの無敵状態をも無効化する衝撃波を3回続けて放つ「ハートレス・ティアーズ」を使用。これを回避してようやくコアはバラバラに砕け散り、「真 かちぬきボスバトル」はクリアとなる。
クローン剣士ダークマター
「メタナイトでゴー リターンズ」のボス。『2』からのゲスト出演。星の夢が作り出したダークマターのクローン。クローンの元データに含まれていた虹の剣に対する意識が介入しており、剣の刀身を虹色に光らせている。
他のクローンとは違い、どこからデータを入手したかは不明となっている。なお、データの一端しか解析できておらず、不完全なクローンとなっており、オリジナルのような驚異的な耐久力は持っていない。
おもに剣を振るう攻撃や剣からの弾で攻撃してくる。体力が減ると目玉が腹部に移動し、原典での第二形態であるリアルダークマターの技も使用するようになる。倒すとアメーバ状になり、一瞬だけリアルダークマターの姿に変形してから消滅する。
クローンセクトニア
「メタナイトでゴー リターンズ」のボス。『トリプルデラックス』からのゲスト出演。星の夢が作り出したクィン・セクトニアのクローン。体が紫色になり、ハート型の衣装がひび割れている。
クローン元のデータは、ワールドツリーと思われる巨大な植物の花から採取された。クローン元のセクトニアが様々な体を乗り移り続けて生きてきたためか、そのデータには1000年にも及ぶ無数の生物の情報が含まれている。
行動パターンは『トリプルデラックス』の時とほぼ同じだが、シルバーロッドで地面をたたき宝石の衝撃波を発生させる「クィンズクラッシュ」が追加されている。倒すとこちらもアメーバ状になって宙に浮き、一瞬だけタランザに似た姿に変形してから消滅する。
ギャラクティックナイト リターンズ
「メタナイトでゴー リターンズ」のラストボス。遥か昔にその強大な力を恐れられ封印された銀河最強の剣士で、「ウルトラスーパーデラックス」「Wii」に引き続き3度目の登場となる。
メタナイトの願いに応じた星の夢が時空テンイプログラムを用いて古の時代から召喚したが、強引に時空を移動させて自身を召喚した星の夢を敵と認識して一撃で大破させ、その後メタナイト（もしくはカービィ）にも襲い掛かる。
全体的に『Wii』よりもさらに攻撃が強化されている。また、新技として空間を引き裂いてレーザーを発射する「時界大斬閃」が追加されている。その技の発動中、稀に星のカービィWiiに登場した天翔ける船ローアの姿が確認できる。

## コピー能力
新しいコピー能力に加え、『鏡の大迷宮』の「スマブラ」や『夢の泉の物語』の「U.F.O」など久々に登場する能力もある。

## 冒険の舞台
本作はポップスターをめぐっていく。各エリア名はコンピューター用語が元になっているほか、頭文字をつなげると「PROGRAM」となる。ボスステージを除く各ステージにはICキューブが1～3個あり、これを集めることでボスステージのセキュリティを解除できる。エリア内の通常ステージですべてのICキューブを集めると、そのエリアの総まとめ的な高難易度ステージであるEXステージが解放される。EXステージにもICキューブがある。

## ステッカー
ステージの様々な場所にカービィの歴史が詰まったステッカーが隠されている。ゴールすると獲得したステッカーが判明する。ステッカーは全200種類あり、ニンテンドー3DSのゲームコインで購入したり、特定のamiiboを使用したり、すれちがい通信で交換することも可能。また、通常のステッカーとレアステッカーの2種類があり、後者は各ステージのどこかに隠されている。

## サブゲーム

### カービィの3Dチャレンジ
『カービィの3Dチャレンジ』 (Kirby 3D Rumble) は、箱庭型のステージで敵を吸い込んで星型弾で倒していき、スコアを稼いでいくミニゲーム。1レベル4～5ステージで、敵を全滅すると次のステージへ進め、最終ステージでボスのマッシャーを倒すとクリアとなる。全3レベル。コピー能力は使えず、ホバリングによる上昇も回数制限がある。
2017年7月4日に本作をパワーアップさせた単品版『カービィのすいこみ大作戦』が配信された。

### みんなで!カービィハンターズ
『みんなで!カービィハンターズ』 (Team Kirby Clash) は、2～4人のカービィで協力してボスと戦うマルチプレイ対応のミニゲーム。1人プレイの時はおとものカービィはコンピューターが操作する。各カービィはそれぞれが4つの「ジョブ」のうち1つに属している。本編同様のアクションゲームだが、ジョブの成長というRPG的な要素がある。
2017年4月13日に本作をパワーアップさせた単品版『みんなで!カービィハンターズZ』、2019年9月5日にその続編となるNintendo Switch版『スーパーカービィハンターズ』が配信された。

#### ジョブ
各ジョブは本編のコピー能力が元になっており、ファンタジーRPG風にアレンジされている。クエストをクリアすると使用したジョブに経験値が入り、レベルアップに必要な数値まで貯まるとジョブのレベルが上がり能力値が上昇する。

#### フレンドメテオ
プレイ中、ボスを攻撃していると石板が出現することがある。これを参加人数分集めると「フレンドメテオ」が発動してボスに大ダメージを与え気絶状態にできる。その際、各プレイヤーが左右に揺れるゲージを止め、止めた位置が中央に近いほど、また各カービィの「フレンドメテオ」の数値が高いほどダメージが大きくなる。

#### 戦うボス
鋼の兵士 ギガントエッジ
『Wii』『トリプルデラックス』に登場した鎧騎士。下突きが新しく技として追加されている。
氷の獣 ミスター・フロスティ
シリーズではおなじみの氷の獣。
古の大樹 ウィスピーウッズ
シリーズではおなじみの意思を持つ大樹。行動パターンは『トリプルデラックス』のウィスピーフラワーズのものが一部含まれる。
炎の蛙 ヴォルゲロム
『トリプルデラックス』に登場した炎の魔物。溶岩地帯での戦闘でフィールドを縦横無尽に飛び回る。
四つ首の守り神 ランディア
『Wii』に登場したハルカンドラの守護神のドラゴン。4体1組で前半は合体した4つ首の巨大な姿だが、後半は分裂・合体しながら戦う。
四つ首の守り神 ランディアEX
ランディアの強化版。紫色に変化しており、激しい猛攻を仕掛けてくる。

### メタナイトでゴー リターンズ
ストーリーモードをクリアすると遊べるようになる。『ウルトラスーパーデラックス』に続いて登場。
メタナイトを操作してストーリーモードをアレンジしたステージをプレイするモード。各モード間でのみセーブが可能（1つのモードの中ではセーブできない）。セーブするとセーブポイントに到達したタイムが記録される。『ウルトラスーパーデラックス』と同じく敵を倒すと『メタポイント』が溜まり、それを消費する事で4種類の技が使えるようになっているが、今作では技が一部変更されている。
メタナイトの攻撃手段はコピー能力のソードとほぼ同じだが全体的に強化されており、ウィングのように羽ばたいて移動することもできる。さらにメタナイトの剣は紐を斬るだけでなく、導火線への着火と、杭を打つことも可能。通常の回復アイテムは少ないがメタポイント消費10Ptで出せるワザ『ヒーリング』で全回復が可能。
全ての中ボス・ボスは名前の前に「Re:」「強化量産」、名前の後に「2」が付くなど強化されており、さらにRe:プレジデント・ハルトマン戦後はクローン剣士ダークマター、クローンセクトニア、そしてギャラクティックナイト リターンズと戦うなどの変更点があるが、星の夢との戦いは無くなっている。

### かちぬきボスバトル
ストーリーモードをクリアすると遊べる。『参上!ドロッチェ団』以来の登場。
ストーリーモードのボスと連続で戦うモード。全11ラウンド制で、固定された順番に戦うことになる（下記も同様）。休憩所に置かれている回復アイテムは、アシストスターとなっており、そのまま持ち込んでボス戦中に回復するということが可能となっている。
このモードでは、ロボボアーマーに搭乗して星の夢と最終決戦を行う場面がカットされている。

#### 真 かちぬきボスバトル
「メタナイトでゴー リターンズ」と「かちぬきボスバトル」をクリアすると遊べる、本作最後のモードにして、100%に向けた最終決戦。
「メタナイトでゴー リターンズ」で登場した強化ボス及び追加ボスと戦う。最終戦では星の夢.Soul 0Sと戦う。休憩所に置かれている回復アイテムはさくらんぼ（中ボスオールスターズ1、ンギュア基地/コア・カブーラーの休憩所には設置されていない）、最終戦（星の夢.Soul 0S）は元気ドリンクに変更されている。また、休憩所に設置されているコピーのもとは一つ（ンギュア基地/コア・カブーラーにはコピー能力の有無が関係しないためか、そこの休憩所には設置されていない）、そしてそれらは全てランダム式のものとなっている。

## ゴールゲーム
通常ステージをクリアするとできる。大砲に入ったカービィを飛ばし、ポイントスターと食べ物を獲得するゲーム。
貰えるポイントは1位は30ポイント、2位は15ポイント、3位は10ポイント、4位は5ポイント、5位は3ポイント、6位は1ポイント、7位は0ポイントとなっている。また、7位だと踊り終わった後にカービィがしょんぼりとした顔を見せ、1位だとマキシムトマトとステッカーが1つ、2位だと食べ物が3つ、3位だと2つ、4位だと1つもらえる。7→6→5→4→3→2→1の順番にカービィを飛ばすと1UPを30個獲得できる。また、BGMも初代のものが流れる。

## amiiboとの連動
amiiboに対応しており、読み込ませたamiiboによってカービィがコピー能力を手に入れる。また、『星のカービィシリーズ』のamiiboを読みこませると特別デザインのコピーに変化する。

## 派生タイトル
本作のサブゲームのうち、『カービィの3Dチャレンジ』と『みんなで!カービィハンターズ』は内容をパワーアップさせた上で、単独のタイトルとして3DSダウンロードソフトとして配信された。また、後者についてはNintendo Switch向けに続編も配信されている。

### カービィのすいこみ大作戦
『カービィのすいこみ大作戦』（カービィのすいこみだいさくせん）は、ハル研究所が開発し、任天堂より2017年7月4日に配信されたニンテンドー3DS用ダウンロードゲーム。
サブゲーム『カービィの3Dチャレンジ』をパワーアップさせた作品で、こまかな調整も加えられ遊びやすくなった。

#### 概要
基本的にはサブゲーム版と同じだが、1ステージが長くなり、総ステージ数も多くなっている。各レベルの最終ステージにはボスが待ち受けている。また、各レベルのすべてのステージのクリアランクがゴールドを超えるとそのレベルのEXステージが出現。敵が強力になっている。また、敵やブロックを大量に吸い込むと「まんぷくカービィ」になる新要素が加わり、はき出す星型弾が大きくなる。
ゲームボーイ用ソフトとして発売された『星のカービィ』（初代）の25周年にあたる時期に発売された作品であり、「初代3Dカービィ」をコンセプトに開発され、同作をオマージュした要素がちりばめられている。
本作同様3Dアクションゲームである2022年3月25日発売の『星のカービィ ディスカバリー』では、「レッドガル禁足地」の「トレジャーロード」の1つに『カービィのすいこみ大決戦』という本作のセルフパロディが存在する。

##### amiiboとの連動
カービィキャラのamiiboを読み込ませると、エントランスに読み込ませたキャラの銅像が建てられる。

#### ボス
EXステージでは強化版が登場。
ロロロ
レベル1のボス。単体では、初代以来の登場。
クラッコJr.
レベル2のボス。『ウルトラスーパーデラックス』以来、9年ぶりの登場。
ロロロ&ラララ
レベル3のボス。クラッコJr.と同様に9年ぶりの登場となった。
クラッコ
レベル4のボス。
デデデ大王
レベル5のボス。倒すと巨大化したジャイアント デデデとなって再度襲ってくる。

### みんなで!カービィハンターズZ
『みんなで!カービィハンターズZ』（英: Team Kirby Clash Deluxe）は、ハル研究所が開発し、任天堂より2017年4月13日に配信されたニンテンドー3DS用ダウンロードゲーム。
サブゲーム『みんなで!カービィハンターズ』をパワーアップさせた作品で、課金要素ありの基本プレイ無料タイトルとして配信された。

#### ジェムリンゴ
本作の課金アイテム。よろずやで購入、ミッション報酬、すれちがい通信、広場のバンダナワドルディがいる木から収穫、あいことばを入力する等の方法で手に入る。
よろずやでのアイテム購入、インターネットでたびびとを呼ぶ、やるきの回復、クエストの開放、コンティニューに使用できる。

#### よろずや
『Wii』に登場したマホロア（本作では緑色）が開いているよろずやでは、武器、防具、消費アイテム、ジェムリンゴを販売している。
武器と防具はそれぞれのジョブごとに異なる専用装備で、最大でランク10まである。購入するにはジェムリンゴのほかに炎・水・光のカケラが必要になっており、試練クエストをクリアしていくごとに高ランクの装備が開放されていく。また、各武器・防具には「レアなカケラ」も必要となる強化版のZ装備もある。

#### たびびと
すれちがい通信かインターネットで、NPCとして戦う他のプレイヤーのカービィを呼ぶことができる。たびびとは3回までクエストに連れて行ける。
また、たびびとのほかに、自分が購入した一番強い装備を身につけた「おとも」もおり、こちらは何回でも連れて行ける。

#### amiiboとの連動
amiiboを読み込ませるとカケラが手に入れることができ、特にカービィのキャラのamiiboでは多めに手に入る。同じamiiboは1日1回まで読み込める。

#### クエスト
クエストを受けるにはやるきが必要で、時間経過で回復するか、ジェムリンゴを使用しての即時回復も可能。
クエストをクリアするごとに次のクエストが開放されていく仕組みになっており、通常のクエストは中ボスクラスの敵が、しれんクエストは大ボスクラスの敵が相手になる。
クリアするとジョブに「けいけんち」が入り、レベルアップに必要な数値まで貯まるとジョブのレベルが上がり能力値が上昇する。
クエストは6エリアに分かれて配置されている。序盤のものを除き、新たなクエストの開放にはジェムリンゴが必要。
また、同じ敵と戦うクエストでも、敵の強さが異なる複数の難易度（高・鬼・極鬼）が存在する場合もある。

#### 登場モンスター
グラン・ワドルディ
巨大なワドルディ。最初にして最弱の敵。
グラン・カブー
巨大なカブー。ワープ攻撃をする。
グラン・ホットヘッド
巨大なホットヘッド。
ギガントエッジ
ミスター・フロスティ
キングスドゥ
ザンキブル
ボンカース
ブロッキー
ポイズンボロス
ラージローパー
大型のスフィアローパー。
テレパトリス
アイスドラゴン
召喚されたものを除くと『2』以来の登場。
クラッコ
最初の試練クエストのボス。
ウィスピーウッズ
2番目の試練クエストのボス。
ヴォルゲロム
3番目の試練クエストのボス。
タランザ
4番目の試練クエストのボス。『トリプルデラックス』に登場した、各地のモンスターを暴走させていたクモのような姿の魔術師。直接戦うのは本作が初となる。
ランディア
本作ではプププ王国の守り神という設定。
アナザースージー
異次元より現れた、機械兵器リレインバーを操る女性。
アナザーランディア
異次元より現れたランディア。王冠の力に飲み込まれ暴走している。
ダークタランザ
謎の黒い鏡から現れた、タランザの闇の心を反映した写し身。
キングD・マインド
本作のラストボス。黒い鏡より現れた闇の王。ダークマインドの仮面をつけたブラックデデデのような姿をしており、腹巻の部分にダークマインドのコアが存在する。

### スーパーカービィハンターズ
『スーパーカービィハンターズ』（英: Super Kirby Clash）は、ハル研究所とバンプールが開発し、任天堂より2019年9月5日に配信されたNintendo Switch用ダウンロードゲーム。
『ハンターズZ』よりもクエスト数やそうび数が増え、新たな敵も登場する。また、新規要素として、オンラインでの最大4人プレイやバトル中にスタンプを送って他のプレイヤーとコミュニケーションをとる要素が追加されている。

#### 新登場モンスター
ヘルメホーン
グラン・ヤリワドルディ
グラン・プルアンナ
ブレイズエッジ
フロストザンキブル
スパークボンカース
ミスター・スイミィ
エレキドラゴン
ヴェノムクラッコ
ヴォルゲロムEX
プレジデント・アナザースージー
アナザーナイトメア
アナザーナイトメア リベンジ
キングD・マインド リベンジ
淵源を巡る英雄
淵源を巡る英雄 光
淵源を巡る英雄 闇
ギャラクティックナイトリターンズと同じく、異空間斬線発動中に稀に『星のカービィ スターアライズ』に登場したジャマハートが確認できる。なお、ギャラクティックナイトとは関係性が不明である。